# カリタス小学校
カリタス小学校（カリタスしょうがっこう）とは、日本の私立（キリスト教カトリック系）の小学校。1963年創立。神奈川県川崎市多摩区中野島に位置する。カリタス幼稚園、カリタス女子中学高等学校は系列校。

## 教育目標
- 神を信じ、人と生き物をいつくしむ
- 互いに磨きあって深く考え、創り出していく
- 良心の声にしたがって判断し、実行する

## 沿革
- 1953年 - ケベック・カリタス修道女会（フランス語版）の3人のシスターが来日。
- 1954年 - 東京都世田谷区若林にケベック・カリタス修道女会本部修道院を設置。
- 1957年 - カリタス学生寮開設。
- 1960年 - 学校法人カリタス学園を設立。
- 1961年 - 神奈川県川崎市多摩区中野島にカリタス修道学院開設、カリタス女子中学高等学校を開設。
- 1963年 - カリタス小学校を開設。

## 特徴
総合教育は非常に評判が良く、生き物や料理等の体験教育を取り入れている。フランス語教育については、低学年等は歌を歌ったり、単語を覚えたりする。高学年になってくると、児童の仏検受験等もサポートしている。
宿泊活動にも力を入れており、2年生より学校に1泊2日、3年生は山中湖に2泊3日、4、5年生は黒姫高原に4泊5日。冬にも、4、5年生は冬にも2泊3日で黒姫高原に行く。また、修学旅行に相当する6年生の宿泊は岩手（2011年のみ震災の影響で奈良に変更）。1年は夏祭り等を行っている。
12月に行われるクリスマスには毎年司祭を呼びミサを行う。5、6年を中心とした聖劇、聖歌隊を期間限定で募集し開催する。また、聖歌隊は同月に玉川高島屋でクリスマス・コンサートを開いたりと、発表活動も目立っている。
生徒会は、コパンと言われており、4、5、6年生の1クラスに2人、スピーチで選ばれる。
6年生は9月の神奈川県私立小学校音楽会や5年生は2月のカトリック小学校連合音楽会等にも参加。指揮から伴奏まで、全ての役目を児童に任せるのが特徴である。

## 制服
冬は白色ブラウスにジャンパースカート。ボレロ（着用10月、11月頃から）。赤い蝶ネクタイまたはリボンも付けている。ベレー帽または角帽着用。
夏服はブルー・グレーのワンピース着用。夏帽子着用。
その他カーディガン、ベスト等（学校指定の物）は着用自由。
マフラーは学校指定。手袋は自由。

## アクセス
- 登戸駅よりスクールバス10分
  - 自家用バスを使用していたが、事情により2019年6月からは川崎市営バスのチャーター便に切り替えた[1]。
    - スクールバスは小学生用なので中学生以上は路線バスの利用になる

  - 川崎市営バス 登06・登20・登21 カリタス学園行き路線バス
- 中野島駅徒歩10分

## 著名な出身者
- 乃南アサ（作家）[2]

芸能人・マスコミ
- 紺野美沙子[3]
- 桜井玲香[4]
- 内田嶺衣奈[4]
- 英玲奈[4]
- 中山エミリ[5]
- 堀田茜[要出典]
- 宮田愛萌[要出典]
- 櫻井梨央

## 事件
2019年（令和元年）5月28日に発生した川崎市登戸通り魔事件によって通学途中の児童18人が負傷、2人が死亡した。